# 카라테오도리 확장 정리
측도론에서 카라테오도리 확장 정리(Carathéodory擴張定理, 영어: Carathéodory’s extension theorem) 또는 한-콜모고로프 정리(Hahn-Колмого́ров定理, 영어: Hahn–Kolmogorov theorem)는 완비 측도를 특수한 부분 집합의 측도 값들로부터 구성하는 정리이다.

## 정의
다음이 주어졌다고 하자.
- 집합 {\displaystyle X}
- 집합 반환(集合半環, 영어: semiring of sets) {\displaystyle \Sigma _{0}\subseteq {\mathcal {P}}(X)}. 즉, 이는 다음 세 조건을 만족시키는 집합족이다.
  - {\displaystyle \varnothing \in \Sigma _{0}}
  - (유한 교집합에 대한 닫힘) 임의의 {\displaystyle A,B\in \Sigma _{0}}에 대하여, {\displaystyle A\cap B\in \Sigma _{0}}
  - 임의의 {\displaystyle A,B\in \Sigma _{0}}에 대하여, {\displaystyle \textstyle A\setminus B=\bigcup _{i=1}^{n}C_{i}}인 유한 개의 서로소 집합 {\displaystyle C_{1},\dots ,C_{n}\in \Sigma _{0}}이 존재한다.
- 준측도(準測度, 영어: premeasure) {\displaystyle \mu _{0}\colon \Sigma _{0}\to [0,\infty ]}. 즉, 이는 다음 두 조건을 만족시키는 함수이다.
  - {\displaystyle \mu _{0}(\varnothing )=0}
  - (준측도 가산 가법성) 임의의 가산 개의 서로소 집합 {\displaystyle A_{1},A_{2},\dots \in \Sigma _{0}}에 대하여, 만약 {\displaystyle \textstyle \bigcup _{i=1}^{\infty }A_{i}\in \Sigma _{0}}이라면, {\displaystyle \textstyle \mu _{0}\left(\bigcup _{i=1}^{\infty }A_{i}\right)=\sum _{i=1}^{\infty }\mu _{0}(A_{i})}
    - (단조성) 특히, 만약 {\displaystyle A,B\in \Sigma _{0}}이며 {\displaystyle A\subseteq B}라면, {\displaystyle \textstyle \mu _{0}(A)\leq \mu _{0}(B)}이다. (아래 증명 참고)
    - (준측도 가산 준가법성) 특히, 만약 {\displaystyle A_{1},A_{2},\dots \in \Sigma _{0}}이며 {\displaystyle \textstyle \bigcup _{i=1}^{\infty }A_{i}\in \Sigma _{0}}이라면, {\displaystyle \textstyle \mu _{0}\left(\bigcup _{i=1}^{\infty }A_{i}\right)\leq \sum _{i=1}^{\infty }\mu _{0}(A_{i})}이다. (아래 증명 참고)

또한,
{\displaystyle \mu ^{*}\colon {\mathcal {P}}(X)\to [0,\infty ]}
{\displaystyle \mu ^{*}\colon A\mapsto \inf \left\{\sum _{i=0}^{\infty }\mu _{0}(A_{i})\colon A\subseteq \bigcup _{i=0}^{\infty }A_{i},\;A_{i}\in \Sigma _{0}\right\}\qquad (A\subseteq X)}
가 {\displaystyle \mu _{0}}으로 유도된 외측도라고 하고,
{\displaystyle \Sigma =\{A\subseteq X\colon \forall S\subseteq X\colon \mu ^{*}(S)=\mu ^{*}(S\cap A)+\mu ^{*}(S\setminus A)\}}
가 {\displaystyle \mu ^{*}}-카라테오도리 가측 집합의 집합이라고 하자. 카라테오도리 확장 정리에 따르면, 다음이 성립한다.
- {\displaystyle \Sigma }는 {\displaystyle {\mathcal {P}}(X)}의 부분 시그마 대수를 이룬다.
- {\displaystyle \mu =\mu ^{*}|_{\Sigma }}는 완비 측도를 이룬다.
- {\displaystyle \Sigma _{0}\subseteq \Sigma } (따라서 {\displaystyle \sigma (\Sigma _{0})\subseteq \Sigma })
- {\displaystyle \mu |_{\Sigma _{0}}=\mu _{0}}
- 만약 {\displaystyle \mu _{0}}이 시그마 유한 준측도라면 (즉, {\displaystyle \textstyle X=\bigcup _{i=1}^{\infty }A_{i}}이며 {\displaystyle \forall i\in \mathbb {Z} ^{+}\colon \mu _{0}(A_{i})<\infty }인 {\displaystyle A_{1},A_{2},\dots \in \Sigma _{0}}이 존재한다면), {\displaystyle \mu |_{\sigma (\Sigma _{0})}}은 {\displaystyle \mu _{0}}을 확장하여 얻을 수 있는 {\displaystyle \sigma (\Sigma _{0})} 위의 유일한 측도이다.

여기서 {\displaystyle \sigma (\Sigma _{0})}은 {\displaystyle \Sigma _{0}}을 포함하는 최소의 시그마 대수이다.

## 증명
우선, {\displaystyle \mu ^{*}}는 추상적 외측도라는 것을 증명하자. 우선 자명하게 {\displaystyle \mu ^{*}(\varnothing )=0}이며, 또한 만약 {\displaystyle A\subseteq B\subseteq X}라면 {\displaystyle \mu ^{*}(A)\leq \mu ^{*}(B)}이다. 따라서 {\displaystyle \mu ^{*}}가 가산 준가법성을 만족시킨다는 것을 보이면 된다. 임의의 가산 개의 부분 집합 {\displaystyle A_{1},A_{2},\dots \subseteq X}가 주어졌다고 하자. 그렇다면 임의의 양의 실수 {\displaystyle \epsilon >0} 및 {\displaystyle i\in \mathbb {Z} ^{+}}에 대하여,
{\displaystyle \sum _{j=1}^{\infty }\mu _{0}(A_{ij})\leq \mu ^{*}(A_{i})+{\frac {\epsilon }{2^{i}}}}
이며 {\displaystyle \textstyle A_{i}\subseteq \bigcup _{j=1}^{\infty }A_{ij}}인 {\displaystyle A_{i1},A_{i2},\dots \in \Sigma _{0}}이 존재한다. 그렇다면 {\displaystyle \textstyle \bigcup _{i=1}^{\infty }A_{i}\subseteq \bigcup _{i=1}^{\infty }\bigcup _{j=1}^{\infty }A_{ij}}이므로,
{\displaystyle \mu ^{*}\left(\bigcup _{i=1}^{\infty }A_{i}\right)\leq \sum _{i=1}^{\infty }\sum _{j=1}^{\infty }\mu _{0}(A_{ij})\leq \sum _{i=1}^{\infty }\mu ^{*}(A_{i})+\epsilon }
이다.
{\displaystyle \mu ^{*}}-카라테오도리 가측 집합의 집합 {\displaystyle \Sigma }가 {\displaystyle {\mathcal {P}}(X)}의 부분 시그마 대수라는 사실과 {\displaystyle \mu =\mu ^{*}|_{\Sigma }}는 그 위의 완비 측도라는 사실은 {\displaystyle \mu ^{*}}가 (추상적) 외측도라는 세 가지 조건만을 사용하여 증명된다. 우선, {\displaystyle \Sigma }가 {\displaystyle {\mathcal {P}}(X)}의 부분 불 대수임을 보이자. 우선 자명하게 {\displaystyle \varnothing \in \Sigma }이며, 임의의 {\displaystyle A\in \Sigma }에 대하여 {\displaystyle X\setminus A\in \Sigma }이다. 따라서 {\displaystyle \Sigma }가 유한 합집합에 대하여 닫혀 있음을 보이면 된다. 임의의 {\displaystyle A,B\in \Sigma } 및 {\displaystyle S\subseteq X}에 대하여,
{\displaystyle {\begin{aligned}\mu ^{*}(S)&=\mu ^{*}(S\cap A)+\mu ^{*}(S\setminus A)\\&=\mu ^{*}((S\cap A)\cap B)+\mu ^{*}((S\cap A)\setminus B)+\mu ^{*}((S\setminus A)\cap B)+\mu ^{*}((S\setminus A)\setminus B))\\&=\mu ^{*}(S\cap (A\cap B))+\mu ^{*}(S\cap (A\setminus B))+\mu ^{*}(S\cap (B\setminus A))+\mu ^{*}(S\setminus (A\cup B))\\&\geq \mu ^{*}(S\cap (A\cup B))+\mu ^{*}(S\setminus (A\cup B))\\&\geq \mu ^{*}(S)\end{aligned}}}
이므로, {\displaystyle A\cup B\in \Sigma }이다. 여기서 첫째, 둘째 줄의 등호는 각각 {\displaystyle A,B\in \Sigma } 때문이며, 마지막 두 줄의 부등호는 {\displaystyle \mu ^{*}}의 가산 준가법성 때문이다.
이제, {\displaystyle \Sigma }가 {\displaystyle {\mathcal {P}}(X)}의 부분 시그마 대수임을 보이자. 이는 {\displaystyle \Sigma }가 서로소 집합의 가산 합집합에 대하여 닫혀 있음을 보이면 된다. 임의의 가산 개의 서로소 집합 {\displaystyle A_{1},A_{2},\dots ,\in \Sigma } 및 임의의 부분 집합 {\displaystyle S\subseteq X}가 주어졌다고 하자. 그렇다면, 임의의 {\displaystyle n\in \mathbb {Z} ^{+}}에 대하여,
{\displaystyle {\begin{aligned}\mu ^{*}(S)&=\mu ^{*}\left(S\cap \bigcup _{i=1}^{n}A_{i}\right)+\mu ^{*}\left(S\setminus \bigcup _{i=1}^{n}A_{i}\right)\\&\geq \mu ^{*}\left(S\cap \bigcup _{i=1}^{n}A_{i}\right)+\mu ^{*}\left(S\setminus \bigcup _{i=1}^{\infty }A_{i}\right)\\&=\mu ^{*}(S\cap A_{n})+\mu ^{*}\left(S\cap \bigcup _{i=1}^{n-1}A_{i}\right)+\mu ^{*}\left(S\setminus \bigcup _{i=1}^{\infty }A_{i}\right)\\&=\mu ^{*}(S\cap A_{n})+\mu ^{*}(S\cap A_{n-1})+\mu ^{*}\left(S\cap \bigcup _{i=1}^{n-2}A_{i}\right)+\mu ^{*}\left(S\setminus \bigcup _{i=1}^{\infty }A_{i}\right)\\&\vdots \\&=\sum _{i=1}^{n}\mu ^{*}(S\cap A_{i})+\mu ^{*}\left(S\setminus \bigcup _{i=1}^{\infty }A_{i}\right)\end{aligned}}}
이다. 여기서 첫째, 셋째 줄의 등호는 각각 {\displaystyle \textstyle \bigcup _{i=1}^{n}A_{i},A_{n}\in \Sigma } 때문이며, 둘째 줄의 등호는 {\displaystyle \mu ^{*}}의 단조성 때문이다. 이에 {\displaystyle n}에 대한 극한을 취하면
{\displaystyle {\begin{aligned}\mu ^{*}(S)&\geq \sum _{i=1}^{\infty }\mu ^{*}(S\cap A_{i})+\mu ^{*}\left(S\setminus \bigcup _{i=1}^{\infty }A_{i}\right)\\&\geq \mu ^{*}\left(S\cap \bigcup _{i=1}^{\infty }A_{i}\right)+\mu ^{*}\left(S\setminus \bigcup _{i=1}^{\infty }A_{i}\right)\\&\geq \mu ^{*}(S)\end{aligned}}}
를 얻는다. 여기서 둘째, 셋째 부등식은 {\displaystyle \mu ^{*}}의 가산 준가법성 때문이다.
이제, {\displaystyle \mu =\mu ^{*}|_{\Sigma }}가 {\displaystyle \Sigma } 위의 완비 측도를 이룸을 보이자. 위 증명에서 {\displaystyle \textstyle S=\bigcup _{j=1}^{\infty }A_{j}}를 취하면
{\displaystyle {\begin{aligned}\mu ^{*}\left(\bigcup _{j=1}^{\infty }A_{j}\right)&=\sum _{i=1}^{\infty }\mu ^{*}\left(\bigcup _{j=1}^{\infty }A_{j}\cap A_{i}\right)+\mu ^{*}\left(\bigcup _{j=1}^{\infty }A_{j}\setminus \bigcup _{i=1}^{\infty }A_{i}\right)\\&=\sum _{i=1}^{\infty }\mu ^{*}(A_{i})+\mu ^{*}(\varnothing )\\&=\sum _{i=1}^{\infty }\mu ^{*}(A_{i})\end{aligned}}}
를 얻으며, 이에 따라 {\displaystyle \mu }는 {\displaystyle \Sigma } 위의 측도를 이룬다. 따라서 임의의 외측도가 0인 집합의 부분 집합이 {\displaystyle \mu ^{*}}-카라테오도리 가측 집합임을 보이면 된다. 이제 {\displaystyle A\subseteq X}가 {\displaystyle \mu ^{*}(A)=0}을 만족시키며, 또한 {\displaystyle B\subseteq A}라고 하자. 그렇다면,
{\displaystyle {\begin{aligned}\mu ^{*}(S)&\leq \mu ^{*}(S\cap B)+\mu ^{*}(S\setminus B)\\&=\mu ^{*}(S\setminus B)\\&\leq \mu ^{*}(S)\end{aligned}}}
이다. 첫째 줄의 부등호는 {\displaystyle \mu ^{*}}의 가산 준가법성, 둘째 줄의 등호는 {\displaystyle S\cap B\subseteq A} 및 {\displaystyle \mu ^{*}}의 단조성, 셋째 줄의 부등호는 {\displaystyle S\setminus B\subseteq S} 및 {\displaystyle \mu ^{*}}의 단조성 때문이다.
이제, {\displaystyle \Sigma _{0}\subseteq \Sigma }를 증명하자. 임의의 {\displaystyle A\in \Sigma _{0}} 및 {\displaystyle S\subseteq X}가 주어졌다고 하자. 그렇다면, 임의의 양의 실수 {\displaystyle \epsilon >0}에 대하여,
{\displaystyle \sum _{i=1}^{\infty }\mu _{0}(A_{i})\leq \mu ^{*}(S)+\epsilon }
이며 {\displaystyle \textstyle S\subseteq \bigcup _{i=1}^{\infty }A_{i}}인 {\displaystyle A_{1},A_{2},\dots \in \Sigma _{0}}이 존재한다. 각 {\displaystyle i\in \mathbb {Z} ^{+}}에 대하여, {\displaystyle \textstyle A_{i}\setminus A=\bigcup _{j=1}^{n_{i}}B_{ij}}인 서로소 집합 {\displaystyle B_{i1},\dots ,B_{in_{i}}\in \Sigma _{0}}을 취하자. 그렇다면,
{\displaystyle S\cap A\subseteq \bigcup _{i=1}^{\infty }(A_{i}\cap A)}
{\displaystyle S\setminus A\subseteq \bigcup _{i=1}^{\infty }(A_{i}\setminus A)=\bigcup _{i=1}^{\infty }\bigcup _{j=1}^{n_{i}}B_{ij}}
이므로,
{\displaystyle {\begin{aligned}\mu ^{*}(S)&\leq \mu ^{*}(S\cap A)+\mu ^{*}(S\setminus A)\\&\leq \sum _{i=1}^{\infty }\mu _{0}(A_{i}\cap A)+\sum _{i=1}^{\infty }\sum _{j=1}^{n_{i}}\mu _{0}(B_{ij})\\&=\sum _{i=1}^{\infty }\mu _{0}(A_{i})\\&\leq \mu ^{*}(S)+\epsilon \end{aligned}}}
이다. 여기서 첫째 줄의 부등호는 {\displaystyle \mu ^{*}}의 가산 준가법성, 셋째 줄의 등호는 준측도 {\displaystyle \mu _{0}}의 가산 가법성 때문이다.
이제, {\displaystyle \mu _{0}}의 단조성을 증명하자. {\displaystyle A,B\in \Sigma _{0}}이며 {\displaystyle A\subseteq B}라고 하자. 그렇다면 {\displaystyle \textstyle B\setminus A=\bigcup _{i=1}^{n}C_{i}}인 서로소 집합 {\displaystyle C_{1},\dots ,C_{n}\in \Sigma _{0}}을 고를 수 있다. 그렇다면
{\displaystyle \mu _{0}(B)=\mu _{0}(A)+\sum _{i=1}^{n}\mu _{0}(C_{i})\geq \mu (A)}
이다.
이제, 준측도 {\displaystyle \mu _{0}}의 가산 준가법성을 증명하자. {\displaystyle A_{1},A_{2},\dots \in \Sigma _{0}}이며 {\displaystyle \textstyle \bigcup _{i=1}^{\infty }A_{i}\in \Sigma _{0}}이라고 하자. 그렇다면 각 {\displaystyle i\in \mathbb {Z} ^{+}}에 대하여,
{\displaystyle B_{i}=A_{i}\setminus \bigcup _{j=1}^{i-1}A_{j}=\bigcup _{j=1}^{n_{i}}B_{ij}}
인 서로소 집합 {\displaystyle B_{i1},\dots ,B_{in_{i}}\in \Sigma _{0}}을 고를 수 있다. 그렇다면 각 {\displaystyle i\in \mathbb {Z} ^{+}}에 대하여
{\displaystyle C_{i}=A_{i}\cap \bigcup _{j=1}^{i-1}A_{j}=A_{i}\cap \bigcup _{k=1}^{i-1}B_{k}=\bigcup _{k=1}^{i-1}\bigcup _{j=1}^{n_{j}}(A_{i}\cap B_{kj})}
이므로,
{\displaystyle {\begin{aligned}\sum _{i=1}^{\infty }\mu _{0}(A_{i})&=\sum _{i=1}^{\infty }\mu _{0}(B_{i}\cup C_{i})\\&=\sum _{i=1}^{\infty }\left(\sum _{j=1}^{n_{i}}\mu _{0}(B_{ij})+\sum _{k=1}^{i-1}\sum _{j=1}^{n_{k}}\mu _{0}(A_{i}\cap B_{kj})\right)\\&\geq \sum _{i=1}^{\infty }\sum _{j=1}^{n_{i}}\mu _{0}(B_{ij})\\&=\mu _{0}\left(\bigcup _{i=1}^{\infty }A_{i}\right)\end{aligned}}}
이다. 여기서 둘째, 넷째 줄의 등호는 준측도  {\displaystyle \mu _{0}}의 가산 가법성 때문이다.
이제, {\displaystyle \mu |_{\Sigma _{0}}=\mu _{0}}를 증명하자. 임의의 {\displaystyle A\in \Sigma _{0}}이 주어졌다고 하자. 그렇다면 임의의 양의 실수 {\displaystyle \epsilon >0}에 대하여,
{\displaystyle \sum _{i=1}^{\infty }\mu _{0}(A_{i})<\mu ^{*}(A)+\epsilon }
이며 {\displaystyle \textstyle A\subseteq \bigcup _{i=1}^{\infty }A_{i}}인 {\displaystyle A_{1},A_{2},\dots \in \Sigma _{0}}이 존재한다. 그렇다면
{\displaystyle {\begin{aligned}\mu ^{*}(A)&\leq \mu _{0}(A)\\&=\mu _{0}\left(\bigcup _{i=1}^{\infty }(A\cap A_{i})\right)\\&\leq \sum _{i=1}^{\infty }\mu _{0}(A\cap A_{i})\\&\leq \sum _{i=1}^{\infty }\mu _{0}(A_{i})\\&<\mu ^{*}(A)+\epsilon \end{aligned}}}
이다. 여기서 첫째 줄의 부등호는 {\displaystyle \mu ^{*}}의 정의, 셋째, 넷째 줄의 부등호는 각각 준측도 {\displaystyle \mu _{0}}의 가산 준가법성, 단조성 때문이다.
마지막으로, 확장된 측도의 {\displaystyle \sigma (\Sigma _{0})}에서의 유일성을 증명하자. 임의의 두 측도 {\displaystyle \mu _{1},\mu _{2}\colon \Sigma \to [0,\infty ]}에 대하여, 만약 {\displaystyle \mu _{1}|_{\Sigma _{0}}=\mu _{2}|_{\Sigma _{0}}}이며, 준측도 {\displaystyle \mu _{1}|_{\Sigma _{0}}}이 시그마 유한 준측도라면, {\displaystyle \mu _{1}|_{\sigma (\Sigma _{0})}=\mu _{2}|_{\sigma (\Sigma _{0})}}임을 보이면 된다. 이에 대한 증명에는 {\displaystyle \Sigma _{0}}가 π계(즉, 유한 교집합에 대한 닫힘)라는 것을 제외한 {\displaystyle \Sigma _{0}}에 대한 추가 조건은 사용되지 않는다.
{\displaystyle {\mathcal {A}}=\{A\in \Sigma \colon \forall B\in \Sigma _{0}\setminus \mu _{1}^{-1}(\infty )\colon \mu _{1}(A\cap B)=\mu _{2}(A\cap B)\}}
라고 하자. 그렇다면, {\displaystyle {\mathcal {A}}}는 λ계이며 {\displaystyle \Sigma _{0}\subseteq {\mathcal {A}}}이므로, π-λ 정리에 따라 {\displaystyle \sigma (\Sigma _{0})\subseteq {\mathcal {A}}}이다. {\displaystyle \textstyle X=\bigcup _{i=1}^{\infty }B_{i}}이며 {\displaystyle \textstyle \forall i\in \mathbb {Z} ^{+}\colon \mu _{1}(B_{i})<\infty }인 {\displaystyle B_{1},B_{2},\dots \in \Sigma _{0}}을 취하자. 그렇다면, 임의의 {\displaystyle A\in \sigma (\Sigma _{0})}에 대하여,
{\displaystyle {\begin{aligned}\mu _{1}(A)&=\mu _{1}\left(\bigcup _{i=1}^{\infty }(A\cap B_{i})\right)\\&=\lim _{n\to \infty }\mu _{1}\left(\bigcup _{i=1}^{n}(A\cap B_{i})\right)\\&=\lim _{n\to \infty }\sum _{k=1}^{n}(-1)^{k-1}\sum _{1\leq i_{1}<\cdots <i_{k}\leq n}\mu _{1}(A\cap B_{i_{1}}\cap \cdots \cap B_{i_{k}})\\&=\lim _{n\to \infty }\sum _{k=1}^{n}(-1)^{k-1}\sum _{1\leq i_{1}<\cdots <i_{k}\leq n}\mu _{2}(A\cap B_{i_{1}}\cap \cdots \cap B_{i_{k}})\\&=\mu _{2}(A)\end{aligned}}}
이다. 여기서 셋째 줄의 등호는 포함배제의 원리 때문이며, 넷째 줄의 등호는 각 {\displaystyle 1\leq i_{1}<\cdots <i_{k}\leq n}에 대하여 {\displaystyle B_{i_{1}}\cap \cdots \cap B_{i_{k}}\in \Sigma _{0}\setminus \mu _{1}^{-1}(\infty )}이기 때문이다.

## 역사
오늘날 카라테오도리 가측 집합이라고 불리는 개념은 콘스탄티노스 카라테오도리가 도입하였다. 오늘날 카라테오도리 확장 정리라고 불리는 정리는 모리스 르네 프레셰가 증명하였다. 얼마 지나지 않아 카라테오도리의 방법을 통한 카라테오도리 확장 정리의 더 간단한 증명이 발견되었으며, 이는 안드레이 콜모고로프, 한스 한, 에베르하르트 호프의 논문·저서에 소개되었다.

## 같이 보기
- 외측도

## 참고 문헌
- Athreya, Krishna B.; Lahiri, Soumendra N. (2006). 《Measure Theory and Probability Theory》. Springer Texts in Statistics (영어). New York, NY: Springer. doi:10.1007/978-0-387-35434-7. ISBN 978-0-387-32903-1. ISSN 1431-875X. Zbl 1125.60001.
- Billingsley, Patrick (1995). 《Probability and Measure》. Wiley Series in Probability and Mathematical Statistics (영어) 3판. New York, N.Y.: Wiley-Interscience. ISBN 978-0-471-00710-4.
- Bogachev, Vladimir I. (2007). 《Measure theory. Volume I》 (영어). Berlin, Heidelberg: Springer. doi:10.1007/978-3-540-34514-5. ISBN 978-3-540-34513-8. LCCN 2006933997.
- Tao, Terence (2011). 《An introduction to measure theory》 (PDF). Graduate Studies in Mathematics (영어) 126. American Mathematical Society. ISBN 978-0-8218-6919-2. Zbl 1231.28001.